# كيه تومياما
كيه تومياما (富山敬 تومياما كيه) (اسمه الحقيقي كونيتشيكا تومياما (冨山邦親 تومياما كونيتشيكا))؛ (31 أكتوبر 1938 - 25 سبتمبر 1995)، ممثل ياباني.

## أدواره في الأنمي

### مسلسلات أنمي تلفزيونية
- مغامرات الفضاء: يوفو - جريندايزر - دوق فليد
- ماروكو الصغيرة - جدّ ماروكو
- الوميض الأزرق
- سبيد ريسر - سباركي
- النمر المقنع - صنديد
- رحلة العجائب - الراوي

### أوفا أنمي
- حرب الكواكب - عادل
- غنمو سنكي ليدا - لينغام

## أدواره في الدبلجة اليابانية
- وحيد في المنزل - بيتر مكاليستر
- المنقذون في أستراليا - جايك

## وصلات خارجية
- كيه تومياما على موقع IMDb (الإنجليزية)
- كيه تومياما على موقع ميوزك برينز (الإنجليزية)
- كيه تومياما على موقع قاعدة بيانات الفيلم (الإنجليزية)
- كيه تومياما على موقع كينوبويسك (الروسية)
- كيه تومياما على موقع ANN person (الإنجليزية)